# SN 2009me
SN 2009me – supernowa typu Ia odkryta 3 grudnia 2009 roku w galaktyce A120939+4340. W momencie odkrycia miała maksymalną jasność 18,10m.